# Хокитика
Хокитика — город на западном побережье Южного острова, региона Новой Зеландии. По данным переписи населения Новой Зеландии в 2013 году, постоянно проживающее население в Хокитике составляет 2,967 человек, на 111 человек меньше с 2006 года.

## История
Город возник во времена «Великой золотой лихорадки» в Новой Зеландии (1861—1869), как посёлок у одного из месторождений, и концу 1866 года являлся одним из наиболее густонаселённых центров Южного острова. В 1867 году порт Хокитика, через который вывозилось тогда главным образом золото, занимал первое место в Новой Зеландии по количеству судов. 
В 1873 году Хокитика стала столицей недолговечной провинции Вестлэнд, упразднённой уже в 1876 году.

## Экономика
Основными отраслями промышленности города были: золото, уголь, и лесное хозяйство. Город стал главной туристической остановкой на западном побережье. Он также приобретает репутацию своим ежегодным кулинарный фестивалем , который проводится с 1990 года.
В городе есть музей машин по вязанию носков, в котором есть большое собрание старинных носков и вязальных машины, музей приглашает всех желающих связать себе носки.
Хокитика может похвастаться одним из лучших 3D кинотеатров Южного острова.

## Города-побратимы
- Делорейна, Австралия

## В кино
- В Хокитике происходит действие телесериала BBC «Светила» (2020), поставленного по одноимённому роману новозеландской писательницы Элеоноры Каттон.